# S1 (Pennsylvania Railroad)
Паровоз класса PRR S1 («Большой Мотор») — крупнейший паровоз с жёсткой рамой из когда-либо построенных. К 1937 году у Пенсильванской железной дороги возникла необходимость построить новый пассажирский локомотив взамен морально устаревшего K4s «Пасифик». Совместными усилиями Пенсильванской железной дороги, а также компаний «Baldwin Locomotive Works», «Lima Locomotive Works» и «American Locomotive Company» был спроектирован и построен экспериментальный паровоз S1, «обтекаемый» дизайн которого в стиле ар-деко разработал известный промышленный дизайнер Раймонд Лоуи.
S1 стал единственным в мире паровозом с осевой формулой 3-2-2-3, однако в отличие от сочленённых паровозов, имел жёсткую раму. Каждая из двух пар цилиндров приводила в движение две свои ведущие колёсные пары. Постройка паровоза была завершена 31 января 1939 года, и он получил номер 6100.
На нью-йоркской Всемирной выставке 1939 года паровоз демонстрировался под маркой компании «American Railroads» как значительное техническое достижение. После выставки под маркой Пенсильванских железных дорог он начал работать в качестве пассажирского локомотива на линии между Чикаго и Крестлайном (Огайо), при этом он продолжал использоваться компанией и в рекламных целях, а его изображения помещались на календарях и брошюрах.

В дальнейшем паровозы модели S1 не строили. Единственный построенный экземпляр находился в использовании до декабря 1946 года, а к 1949 году был отправлен на слом.